# Nagłowice (gromada)
Nagłowice – dawna gromada, czyli najmniejsza jednostka podziału terytorialnego Polskiej Rzeczypospolitej Ludowej w latach 1954–1972.
Gromady, z gromadzkimi radami narodowymi (GRN) jako organami władzy najniższego stopnia na wsi, funkcjonowały od reformy reorganizującej administrację wiejską przeprowadzonej jesienią 1954 do momentu ich zniesienia z dniem 1 stycznia 1973, tym samym wypierając organizację gminną w latach 1954–1972.
Gromadę Nagłowice z siedzibą GRN w Nagłowicach utworzono – jako jedną z 8759 gromad na obszarze Polski – w powiecie jędrzejowskim w woj. kieleckim, na mocy uchwały nr 13b/54 WRN w Kielcach z dnia 29 września 1954. W skład jednostki weszły obszary dotychczasowych gromad Nagłowice, Ślęcin i Rejowiec ze zniesionej gminy Nagłowice oraz kolonia Chycza z dotychczasowej gromady Chycza ze zniesionej gminy Węgleszyn w tymże powiecie. Dla gromady ustalono 19 członków gromadzkiej rady narodowej.
1 stycznia 1959 do gromady Nagłowice przyłączono wsie Jaronowice i Kuźnice z gromady Chlewice w powiecie włoszczowskim.
31 grudnia 1959 do gromady Nagłowice przyłączono obszar zniesionej gromady Rakoszyn oraz wsie Brynica Mokra i Zdanowice oraz kolonie Łopata Włodzimierska, Choinki Zdanowskie i Zawodzie ze zniesionej gromady Cierno Żabieniec.
31 grudnia 1961 gromadę do gromady Nagłowice przyłączono przysiółek Chycza Brzustki ze zniesionej gromady Kossów w powiecie włoszczowskim w tymże województwie.
Gromada przetrwała do końca 1972 roku, czyli do kolejnej reformy gminnej. 1 stycznia 1973 reaktywowano gminę Nagłowice.